# Kanyanat Chetthabutr
Kanyanat Chetthabutr (Thai: กัญญาณัฐ เชษฐบุตร, * 24. September 1999 in Khon Kaen) ist eine thailändische Fußballspielerin.

## Verein
Chetthabutr spielt für den Chonburi WFC in der heimischen Thai Women’s League.

## Nationalmannschaft
Seit 2018 ist Chetthabutr für die A-Nationalmannschaft aktiv. Mit ihr nahm sie an den Asienmeisterschaften 2018 und 2022 teil.

## Erfolge
- Thailändischer Meister 2024